# 福井市長橋小学校
福井市長橋小学校（ふくいし ながはししょうがっこう）は、福井県福井市にある公立小学校。

## アクセス
- 北陸新幹線・ハピラインふくい線・えちぜん鉄道勝山永平寺線 福井駅より、京福バス 10・15系統（越前海岸ブルーライン線）「波の華」行きに乗車し、「長橋小学校前」下車。
- E8 北陸自動車道 福井北ICから、国道416号・国道305号経由 約29 km。
- E67 中部縦貫自動車道 松岡ICから、国道416号・国道305号経由 約30 km。